# Pogorzel Mała
Pogorzel Mała – wieś w Polsce położona w województwie warmińsko-mazurskim, w powiecie piskim, w gminie Biała Piska. W latach 1975–1998 miejscowość administracyjnie należała do województwa suwalskiego.

## Historia
Wieś powstała w ramach kolonizacji Wielkiej Puszczy. Wcześniej był to obszar Galindii. Wieś ziemiańska, dobra służebne w posiadaniu drobnego rycerstwa (tak zwani wolni, ziemianie w języku staropolskim), z obowiązkiem służby rycerskiej (zbrojnej). W wieku XV i XVI wieś wymieniana w dokumentach pod nazwami: Pogorzell, Klein Pogerschellen, Pogorzellen i prawdopodobnie także Salomon (najpewniej od imienia ówczesnego właściciela).
Wieś służebna lokowana przez komtura Erazma von Reitzensteina w 1484 r., na prawie magdeburskim, z obowiązkiem jednej służby zbrojnej, z 15-letnim okresem wolnizny. Przywilej otrzymał niejaki Grzegorz Langhemd, w wyniku nadania niezagospodarowanego tak zwanego nadmiaru w gruntach Pogorzeli (a więc obszar był już wcześniej zagospodarowany i była tu jakaś osada), leżących między wsiami Drygały, Zalesie, Pomiany-Czyprki, drogą z Drygał do Orzysza a Pogorzelą Wielką. Grzegorz otrzymał dodatkowo jeden łan łąk w Falęcinie. Pogorzel Mała jako samodzielna wieś występuje w dokumentach od 1579 r.